# Мільман Віталій Давидович
Віталій Давидович Мільман (нар. 23 серпня 1939, Одеса, Українська РСР) — український радянський і ізраїльський математик, відомий роботами в галузі функціонального аналізу. Доктор фізико-математичних наук. Професор Тель-Авіського університету. Син математика Давида Мільмана.

## Біографія
Закінчив механіко-математичний факультет Харківського державного університету в 1961 році. Кандидатську дисертацію захистив у 1965 році в Харківському університеті під керівництвом Бориса Левіна, потім працював у філії Інституту хімічної фізики. Захистив докторську дисертацію, яка, проте, не була затверджена. З 1973 року мешкає в Ізраїлі.
Розробив асимптотичну теорію нормованих просторів. 1971 року В. Д. Мільман запропонував нове доведення теореми Дворецького, яке започаткувало розвиток асимптотичного геометричного аналізу (локальної теорії банахових просторів). У цій же роботі запропонував концепцію концентрації міри (концентрація Леві — Мільмана). У 1986 році описав її. Серед інших робіт — спектр-дисторції (ефект Рамсея — Дворецького — Мільмана).
Спільно з Михайлом Леонідовичем Громовим заснував журнал «Geometric and Functional Analysis», обіймає посаду головного редактора.

## Визнання
Лауреат Премії ЕМЕТ у сфері мистецтва, науки та культури.
У 1996 році зробив пленарну доповідь на Європейському математичному конгресі, в 1986 і 1998 роках робив секційні доповіді на Міжнародному конгресі математиків.
Був президентом Ізраїльського математичного товариства (2001—2002, 2015—2016).

## Сім'я
Батьки — Давід Пінхусович Мільман і Нема Еммануїлівна Мільман (уроджена Цудікова, 1919—2010). Брати — математики П'єр Мільман (1945 р.н.) і Володимир Мільман (1948 р.н.). Його син від другого шлюбу Еммануель Мільман також став математиком.

## Учні
- Лауреат Премії Європейського математичного товариства Леонід Полтерович[ru].
- Лауреати премії ЕМО і премії Ердеша Семен Алескер[ru].
- Лауреат премії ЕМО, премії Салема і премії Ердеша Боаз Клартаг[en].
- Лауреат премії Ердеша Ширі Артштейн[en].

## Монографії
- Vitali D. Milman, Gideon Schechtman. Asymptotic Theory of Finite Dimensional Normed Spaces: Isoperimetric Inequalities in Riemannian Manifolds. Springer, 2002.
- Yuli Eidelman, Vitali Milman, Antonis Tsolomitis. Functional Analysis: An Introduction. American Mathematical Society, 2004.